# St. Benedikt (Bremen)

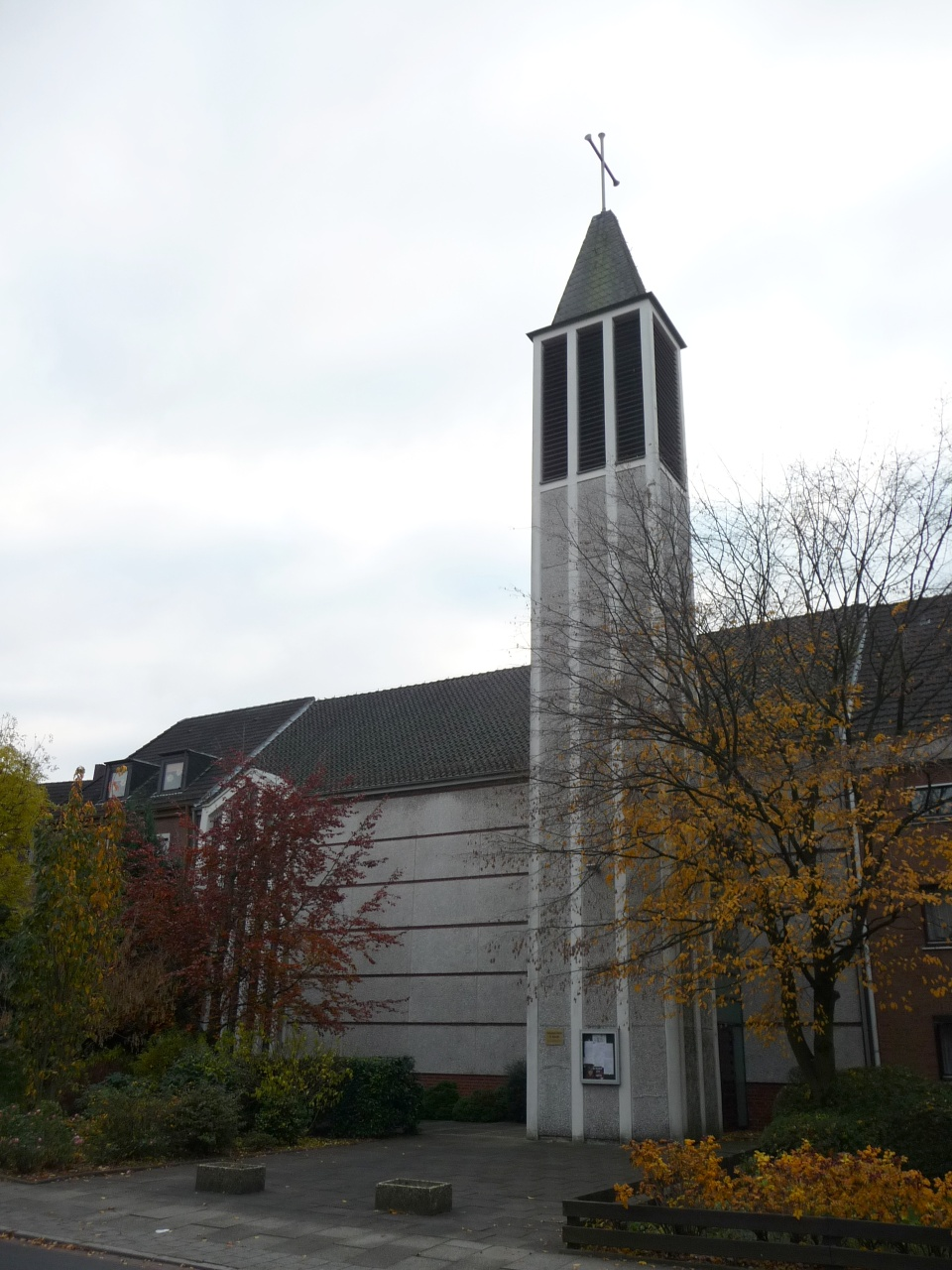
St. Benedikt in Woltmershausen

St. Benedikt ist eine katholische Kirche im Bremer Stadtteil Woltmershausen. Die Kirche hat die Adresse Auf dem Bohnenkamp 4.

## Geschichte
Die katholische Gemeinde St. Benedikt in Bremen entstand nach dem Zweiten Weltkrieg, als die Bevölkerungszahl stieg. Zuerst wurden die Messen in Noträumen durch Priester der Gemeinde St. Johann gehalten. 1966 wurde die Gemeinde Kuratie und 1993 Pfarrei.

## Architektur
Das 1993 errichtete Gotteshaus liegt wenig auffällig in einer Wohnstraße und gleicht auf den ersten Blick einem Wohnhaus, durch den Turm ist sie jedoch von den anderen Häusern zu unterscheiden. Die Kirche selbst besteht von außen größtenteils aus hellgrauen Steinplatten. Die länglichen Fenster der Nordseite sind so angeordnet, dass sie zusammen ein großes bilden, die der Südseite sind normale Einzelfenster. Die Fenster beider Seiten sind farbig bemalt.
Der Turm erhebt sich auf rechteckigem Grundriss neben der Kirche und ist mit dieser durch einen kleinen Gang verbunden. Die weiß-gräuliche Fassade hat vertikal verlaufende weiße Streifen.

## Geläut
Anstelle von Glocken befindet sich im Turm der Kirche ein Lautsprecher, der verschiedene Glockentöne aussendet. Diese erklingen in den Tönen des' es' ges'. Die gleiche Art für Geläute verwendet auch die evangelische Kirche St. Michaelis in Bremen-Mitte.

## Gemeinde
Die Kirche ist heute eine Filialkirche der katholischen Pfarrgemeinde St. Franziskus in Bremen. Sie umfasst die Ortsteile Seehausen, Strom, Neustädter Hafen, Rablinghausen, Woltmershausen und Hohentorshafen.